# Spoof movie
Una Spoof movie o una 'película de parodias' es una película de comedia cuya estructura es un pastiche de otros géneros cinematográficos. Los principales convenios de este género son:
- Parodia de otras películas o escenas de películas serias.
- Sarcasmo.
- La violencia sin consecuencias para las acciones de los personajes (Slapstick).
- Grandes estereotipos, por ejemplo, la rubia tonta, el policía duro.
- Significados evidentes a las acciones de los personajes y nombres.
- Bromear sin ningún propósito.
- Generalmente casi todos los personajes hacen locuras, incluso los que juegan el papel de serio se equivocan.
- Humor gestual.
- Escenas al azar, muchas capas.

## Películas famosas del género
- Saga The Naked Gun (Ágarralo como Puedas (España)/¿Y Dónde Está el Policía? (Latinoamérica))
- Hot Shots! y Hot Shots! Part Deux
- Mafia!
- Loca academia de policía
- Top Secret!
- Airplane!
- Saga Scary Movie
- Casi 300
- Superhero Movie
- Rat Race
- Vaya un fugitivo
- Disaster Movie
- Epic Movie
- Date Movie
- La loca historia de las galaxias
- Vampires Suck
- Dance Flick
- Spanish Movie
- The Hungover Games
- Superfast!
- Stan Helsing
- Robin Hood: Men in Tights(Las Locas, locas aventuras de Robin  Hood (España)/ Robin Hood: Hombre en Calzas (Latinoamérica))